# Hl (二合字母)
Hl是一個二合字母，由拉丁字母H與L組成。

## 發音

### 清齒齦邊擦音（[ɬ]）
在拉阿魯哇語、卡那卡那富語、鄒語、苗語川黔滇次方言、昆雅語中，Hl用以表示清齒齦邊擦音（[ɬ]）。

### 清齒齦邊近音（[l̥]）
在冰島語中，Hl用以表示清齒齦邊近音（[l̥]）。

## 參看
- L
- Tl
- Lh
- Ll